# Niilismo

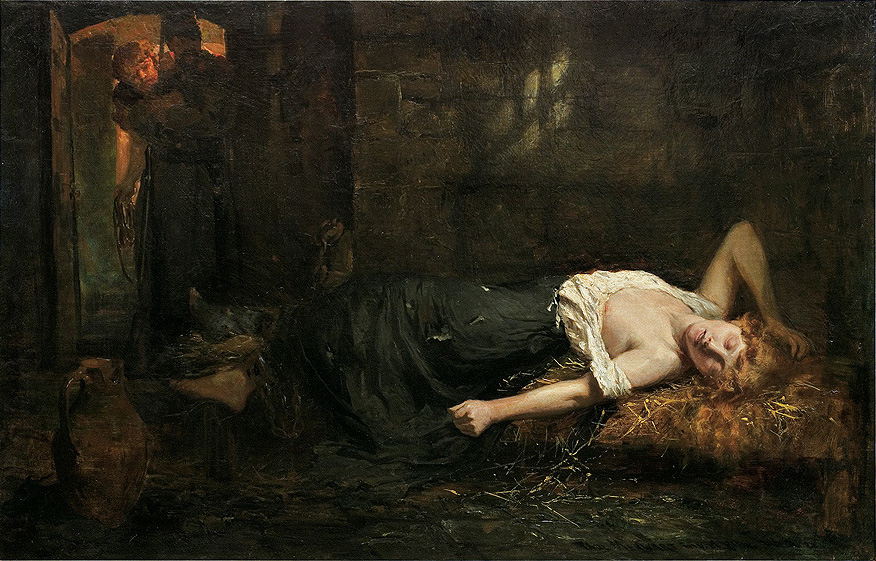
Quadro A Niilista, de Paul Merwart (1882)

Niilismo (do latim nihil, nada) é uma doutrina filosófica que atinge as mais variadas esferas do mundo contemporâneo (literatura, arte, ciências humanas, teorias sociais, ética e moral) cuja principal característica é uma visão cética radical e sobretudo pessimista em relação às interpretações da realidade, que aniquila valores e convicções. É a desvalorização e a morte do sentido, a ausência de finalidade e de resposta ao “por quê”. Os valores tradicionais depreciam-se e os "princípios e critérios absolutos dissolvem-se". "Tudo é sacudido, posto radicalmente em discussão. A superfície, antes congelada, das verdades e dos valores tradicionais está despedaçada e torna-se difícil prosseguir no caminho, avistar um ancoradouro".
O niilismo, de acordo com a perspectiva de Gianni Vattimo, filósofo niilista italiano, pode ser considerado como um movimento “positivo” — quando pela crítica e pelo desmascaramento nos revela a abissal ausência de cada fundamento, verdade, critério absoluto e universal e, portanto, convoca-nos diante da nossa própria liberdade e responsabilidade, agora não mais garantidas, nem sufocadas ou controladas por coisa alguma. Mas também pode ser considerado como um movimento “negativo” — quando nesta dinâmica prevalecem os traços destruidores e iconoclastas, como os do declínio, do ressentimento, da incapacidade de avançar, da paralisia, do “vale-tudo” e do célebre silogismo ilustrado pela frase de Ivan Karamazov, em Os Irmãos Karamazov personagem de Dostoiévski: "Se Deus não existe, então tudo é permitido" (na verdade essa é uma interpretação de Jean Paul-Sartre em relação a frase:“[…] é permitido a todo indivíduo que tenha consciência da verdade regularizar sua vida como bem entender, de acordo com os novos princípios. Neste sentido, tudo é permitido […] Como Deus e a imortalidade não existem, é permitido ao homem novo tornar-se um homem-deus, seja ele o único no mundo a viver assim”).

## Niilismo existencial
Mais comumente, o niilismo é apresentado sob a forma de niilismo existencial, que argumenta que a vida é sem sentido objetivo, propósito ou valor intrínseco. No que diz respeito ao universo, o niilismo existencial postula que um único ser humano ou mesmo toda a espécie humana é insignificante, sem propósito e irrisória a ponto de não mudar em nada a totalidade da existência. Dada esta circunstância, a própria existência — toda a ação, o sofrimento e sentimento — é, em última instância, sem sentido e vazia.
Em The Dark Side: Thoughts on the Futility of Life (1994), Alan Pratt demonstra que o niilismo existencial, de uma forma ou de outra, tem sido uma parte da tradição intelectual ocidental desde o início, presente em obras de filósofos como Empédocles e Hegésias. Durante o renascimento, William Shakespeare eloquentemente resumiu a perspectiva do niilista existencial quando, nesta famosa passagem perto do fim de Macbeth, ele tem Macbeth a derramar seu desgosto pela vida:
Apaga-te, apaga-te, chama breve! A vida é apenas uma sombra ambulante, um pobre ator que por uma hora se espavona e se agita no palco, sem que depois seja ouvido; é uma história contada por idiotas, cheia de fúria e barulho, que nada significa.
O 'nada' revela cada indivíduo como um ser isolado jogado em um universo estranho e sem resposta, impedido para sempre de saber, obrigados a inventar o que significa. É uma situação que é nada menos que um absurdo. Escrevendo a partir da perspectiva iluminada do absurdo, Albert Camus (1913-1960) observou que a situação de Sísifo, personagem da Mitologia Grega, condenado à eterna luta inútil, era uma metáfora excelente para a existência humana (O Mito de Sísifo,1942).
Ao se deparar com o vazio da existência, o indivíduo tem sua vida prática profundamente alterada. Em O Vazio da Máquina (2007), André Cancian descreve o abismo niilista:
É possível que, por meio do pensamento, ao compreendermos nossa condição, venhamos a entrar num estado de luto pela "morte da realidade", por assim dizer, já que para nós a realidade é nossa compreensão da realidade, e a destruição dos alicerces de nossa cosmovisão pode ser algo bastante difícil de administrar, sendo comum que haja episódios de ansiedade e angústia nesse processo indigesto.(…) “O sentimento de que tudo nunca passou de uma fantasia nos esmaga. A vida é um sonho dentro de uma máquina”. Diante disso, ficamos atônitos, perplexos, e 'luto' é a melhor palavra que nos ocorre para descrever esse sentimento de que algo morreu.(…)“O modo como pensamos e encaramos o mundo corresponde exatamente ao niilismo, no qual tudo perde o sentido e a vida fica suspensa no nada, perfeitamente consciente de si mesma e de sua condição precária. A consciência da indiferença da realidade nos chega como algo corrosivo, como um silêncio que escarnece todos os nossos sonhos.”
A superação do consequente efeito paralisante é, segundo Cancian, a rendição ao subjetivo. “Não há para onde fugir: temos de encarar nossa condição de existência em nosso elemento, a subjetividade. São nossas pequenas fantasias humanas que apesar de todo o nada, nos permitem levar a vida adiante, ainda que isso não faça sentido algum”.

## Filosofia
As primeiras ocorrências do termo remontam à Revolução Francesa, quando foram definidos como “niilistas” os grupos que não eram nem a favor nem contra a Revolução. Por outro lado, indo além da pretensa paternidade do termo atribuída ao grande escritor russo Turgueniev, no livro Pais e Filhos, o primeiro uso propriamente filosófico do conceito pode ser localizado no final do século XVIII, ao longo dos debates e das disputas que caracterizam a fundação do idealismo — mais especificamente na carta escrita em 1799 de F. H. Jacobi a Johann Fichte, na qual o idealismo é acusado de ser um niilismo. Filósofos como Friedrich Schlegel e Hegel intervêm na discussão servindo-se do termo.
Na Rússia, uma vez saído do restricto âmbito filosófico e literário para o plano social e político, o niilismo passa a designar um movimento de rebelião contra a ordem estabelecida, o atraso, o imobilismo da sociedade e os seus valores. Muito dessa postura engajada do niilismo advém da influência exercida por Nietzsche, com quem a reflexão filosófica sobre o niilismo alcança um alto grau de teorização, através de um pensamento radical que, partindo do método genealógico, pretende demonstrar as origens mais remotas do fenômeno, como o platonismo e o cristianismo, denunciando a tradição metafísica como a grande causa do niilismo contemporâneo. Contudo, abraçar o niilismo acarretado pela metafísica é a solução encontrada para o período, uma vez que se trata de reconhecer o "nada" que subjaz a toda e qualquer instituição de sentido. Assim, Nietzsche não só diagnostica a doença do nosso tempo, como tenta indicar um remédio.
O século XX é, como ele diz claramente, "o século do niilismo que impregna a atmosfera cultural de toda uma época e se transforma numa “categoria” fundamental no laboratório filosófico contemporâneo". Dentre os autores e movimentos mais significativos que se defrontaram com o conceito, destacam-se: Martin Heidegger, partindo de uma profunda crítica ontológica ao niilismo e suas consequências; Ernst Jünger, com sua análise niilista da condição humana, assinalada pela figura do trabalhador que retira o ser-humano de sua essência; Gilles Deleuze, como grande expoente da corrente filosófica em França; a filosofia "desesperada e negativa" de Emil Cioran; a visão crítica do niilismo como essência do Ocidente de Emanuele Severino; a obra de Jacques Derrida; as reflexões de Jean-Luc Nancy; o “pensamento fraco” e a apologia do niilismo de Gianni Vattimo.

### Concepção nietzschiana de niilismo
Niilismo passivo — Segundo Nietzsche, o niilismo passivo, ou niilismo incompleto, podia ser considerado uma evolução do indivíduo, mas jamais uma transvaloração ou mudança nos valores. Através do anarquismo compreende-se um avanço; porém, os valores demolidos darão lugar para novos valores. É a negação do desperdício da força vital na esperança vã de uma recompensa ou de um sentido para a vida; opondo-se frontalmente a autores socráticos e, obviamente, à moral cristã, nega que a vida deva ser regida por qualquer tipo de padrão moral tendo em vista um mundo superior, pois isso faz com que o homem minta a si próprio, falsifique-se, enquanto vive a vida fixado numa mentira. Assim no niilismo não se promove a determinação de valores fixos, postulados, uma vez que tal determinação é considerada uma atitude negativa.
Niilismo ativo — ou niilismo-completo, é onde Nietzsche se coloca, considerando-se o primeiro niilista de facto, intitulando-se o niilista-clássico, prevendo o desenvolvimento e discussão de seu legado.
Este segundo sentido segue o mesmo rumo, mas propõe uma atitude mais ativa: renegando os valores metafísicos, redireciona a sua força vital para a destruição da moral. Após essa destruição, tudo cai no vazio: a vida é desprovida de qualquer sentido, reina o Absurdo e o niilista não pode ver alternativa senão esperar pela morte (ou provocá-la). Há de se considerar, contudo, que Nietzsche (2006) não indicava práticas suicídas, como visto em romances como "Quando Nietzsche chorou" de Irvin D. Yalom ou o próprio filósofo indicou em obras como "A Gaia Ciência". Neste livreto, clássico do pensador, indaga na primeira seção, se "aquele que quer chegar até a felicidade do céu' deve também se preparar para ser 'triste até a morte"? (NIETZSCHE, 2006, p. 49), o autor respondeu seu autoquestionamento no parágrafo final desta seção - intitulada Do objetivo da ciência: "É certo que com a ciência se pode favorecer um e outro objetivo. Talvez agora se conheça mais a ciência por causa de sua faculdade de privar os homens de seu prazer e de torná-los mais frios, mais insensíveis, mais estóicos. Mas nada impede também que se descubra nela faculdades de grande dispensadora de dores! - E então talvez fosse descoberta ao mesmo tempo sua força contrária, sua prodigiosa faculdade de fazer brilhar para a alegria um novo céu estrelado!" (NIETZSCHE, 2006, p. 49). Para Nietzsche, o fim último do niilismo: no momento em que o homem nega os valores de Deus, deve aprender a ver-se como criador de valores e no momento em que entende que não há nada de eterno após a vida, deve aprender a ver a vida como um eterno retorno, sem o qual o niilismo seria sempre um ciclo incompleto.

## Niilismo pós-Nietzsche
Como Nietzsche previra, o assunto ganhou grande atenção, mas só após o advento da Primeira Guerra Mundial e dos avanços científicos. Nesta época, sobrelevaram autores como Spengler e Max Weber. Mas, pouco mais tarde, foram Heidegger e Jürgen Habermas que, discutindo o niilismo, legaram notáveis reflexões.
Naturalmente, o termo encontrou novos significados e derivações, das quais podemos destacar o niilismo-existencialista, de Sartre, e o niilismo-gnóstico/niilismo-absurdista, de Albert Camus.